# Ramphastos culminatus
El tucán amarillo surcado (Ramphastos culminatus) es una especie de ave del género Ramphastos. Este tucán habita en zonas selváticas del nordeste de Sudamérica. Nidifica en huecos en troncos o ramas de árboles. Se alimenta de frutos, invertebrados y pequeños vertebrados.

## Distribución y hábitat
Es un tucán característico de la selva tropical de la Amazonia, noroeste y sudoeste de Venezuela oriente de Colombia al este de los Andes, Ecuador, Perú, Bolivia y el oeste y centro del Brasil, en los estados de: Acre, Amazonas, Goiás, Maranhão, Mato Grosso, Mato Grosso del Sur, Minas Gerais, Pará, Piauí, Rondonia, Roraima,  Tocantins y Distrito Federal, llegando por el sur hasta el noroeste de São Paulo.

## Taxonomía

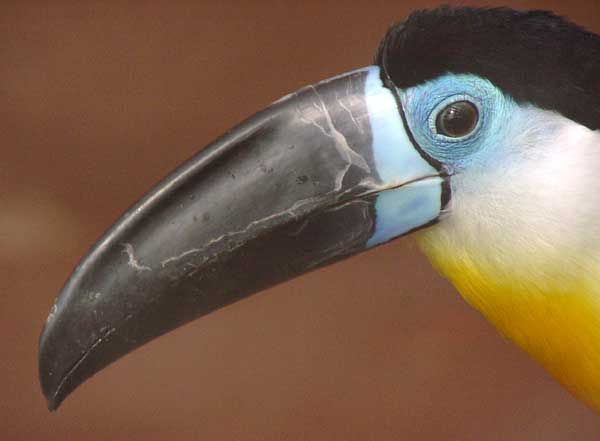
Ramphastos vitellinus

Este taxón fue descrito originalmente en el año 1833 por el naturalista y ornitólogo inglés John Gould.
Durante décadas fue tratado como formando una subespecie de la especie R. vitellinus, es decir, Ramphastos vitellinus culminatus. Para mediados del año 2014 se lo considera una especie plena, bajo un concepto más amplio que el de la especie biológica, tal como es el de especie filogenética.
Características
Se distingue por el amarillo en la parte superior del pico negro y en la base superior (celeste en la inferior). Las supracaudales son amarillo-anaranjadas, mientras que las subcaudales son rojas. La garganta y el pecho son blancos, teñidos a veces de amarillo, con apenas una banda roja estrecha que separa el vientre negro. El área desnuda alrededor del ojo es celeste fuerte, el que pasa a una tonalidad más clara al alejarse, mezclándose con el blanco.

## Estado de conservación
En la Lista Roja elaborada por la Unión Internacional para la Conservación de la Naturaleza (UICN) este taxón es categorizado como “vulnerable”.